# Miloš Milutinović
Miloš Milutinović (szerbül: Милош Милутиновић; Bajina Bašta, 1933. február 5. – Belgrád, 2003. január 28.) szerb labdarúgócsatár. Testvérei, Bora Milutinović és Milorad Milutinović szintén labdarúgók és edzők.
Ő volt az Bajnokcsapatok Európa-kupája történetének első gólkirálya. A jugoszláv válogatott tagjaként részt vett az 1954-es és 1958-as labdarúgó-világbajnokságon.